# Lasse Andersson
Lasse Andersson (Koppenhága, 1994. március 11. –) olimpiai és világbajnok dán kézilabdázó.

## Pályafutása

### Klubcsapatokban
Első profi szerződését 2012-ben kötötte, amikor a TMS Ringsted játékosa lett. 2013-ban igazolt a KIF Koldinghoz, amely csapattal kétszer megnyerte a dán bajnokságot. 2016-ban a spanyol sztárcsapat, FC Barcelona kézilabdázója lett. 2017 márciusában egy Bajnokok Ligája mérkőzésen keresztszallag-szakadást szenvedett, ami után kétszer is műteni kellett és végül 13 hónap kihagyás után tudott visszatérni. 2014-ben a német bajnokságban szereplő Füchse Berlinhez igazolt. Ezzel a csapattal nyerte meg 2024-ben az Európa-ligát, csapatában Mathias Gidsel mögött második legeredményesebb volt, 78 gólt szerzett ebben a sorozatban.

### A válogatottban
A felnőttválogatottban 2015-től szerepel. Első világversenye a 2017-es világbajnokság volt. Aranyérmet szerzett a 2021-es világbajnokságon, Európa-bajnokságon 2022-ben bronzérmes lett. Tagja volt a 2024-es párizsi olimpián győztes dán válogatottnak. A tornán Simon Hald és Magnus Saugstrup sérülése miatt került be a keretbe és az Argentína elleni csoportmérkőzésen lépett pályára, majd újra kikerült a keretből.

## Sikerei, díjai
- Olimpiai bajnok: 2024
  - ezüstérmes: 2020
- Világbajnok: 2021, 2025
- Európa-bajnokságon bronzérmes: 2022

- EHF-Európa-liga-győztes: 2023
- Dán bajnok: 2014, 2015
- Spanyol bajnok: 2017, 2018, 2019, 2020